# 피아노 소나타 2번 (쇼팽)

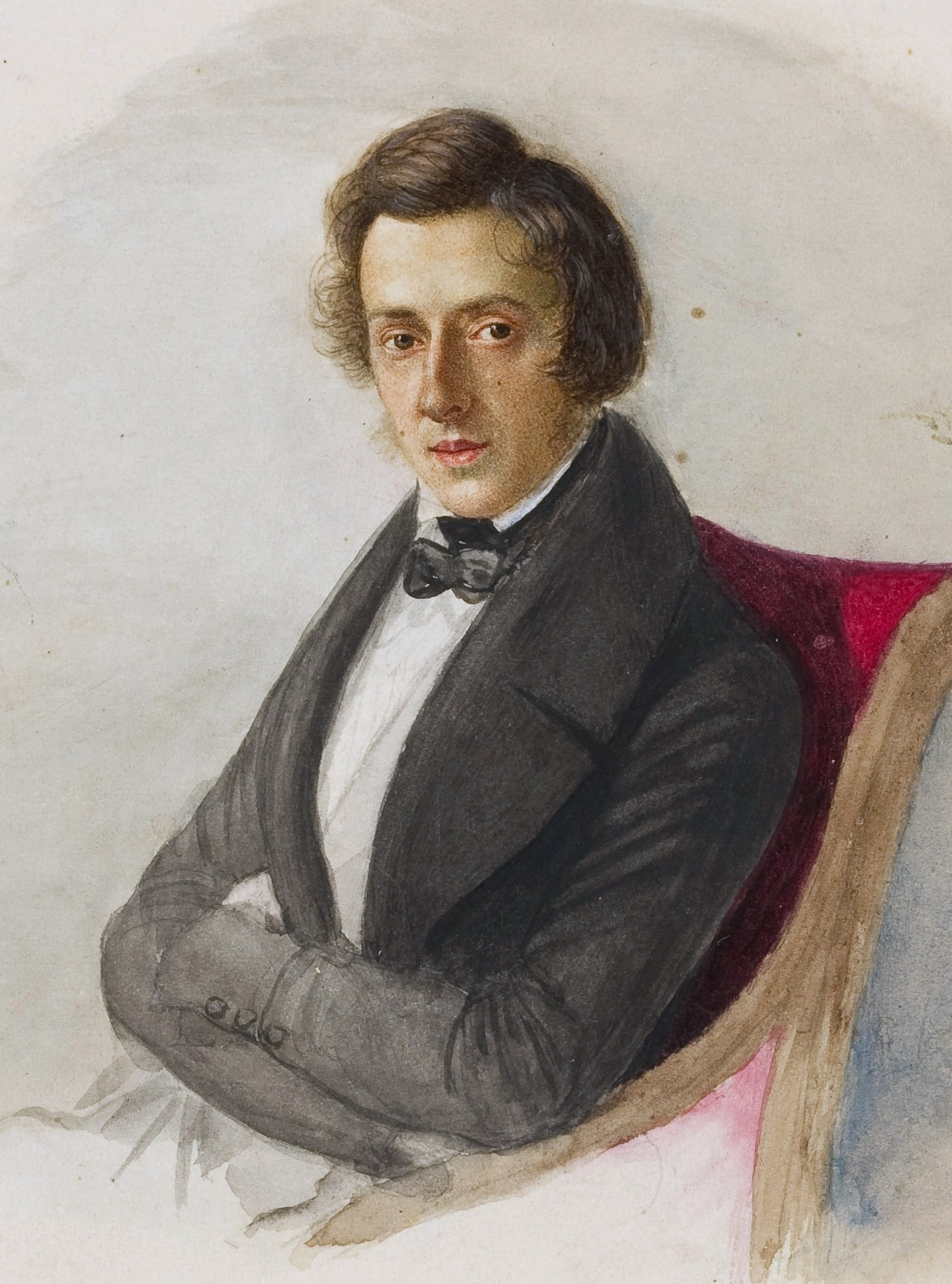

《피아노 소나타 2번 내림 나단조 작품번호 35》는 프레데리크 쇼팽이 1840년에 작곡한 피아노 소나타다. 별명은 3악장에 따라 장송행진곡이라고도 부른다.

## 악장 구성
총 4개의 악장으로 이루어져 있다:
1. 제 1악장: 그라베 (내림 나단조→내림 나장조)
2. 제 2악장: 스케르초 (내림 마단조)
3. 제 3악장: 장송 행진곡 - 렌토 (내림 라장조)
4. 제 4악장: 프레스토 (내림 나단조)

### 다른 장송 행진곡
이것 말고 다른 장송 행진곡이 있는데(다단조, 작품번호[사후 출판] 72의 2), 이것은 위의 것(제3악장)과는 다른 작품이다.